# 1775 en arts plastiques
| Années des arts plastiques : 1772 - 1773 - 1774 - 1775 - 1776 - 1777 - 1778    |
| Décennies des arts plastiques : 1740 - 1750 - 1760 - 1770 - 1780 - 1790 - 1800 |

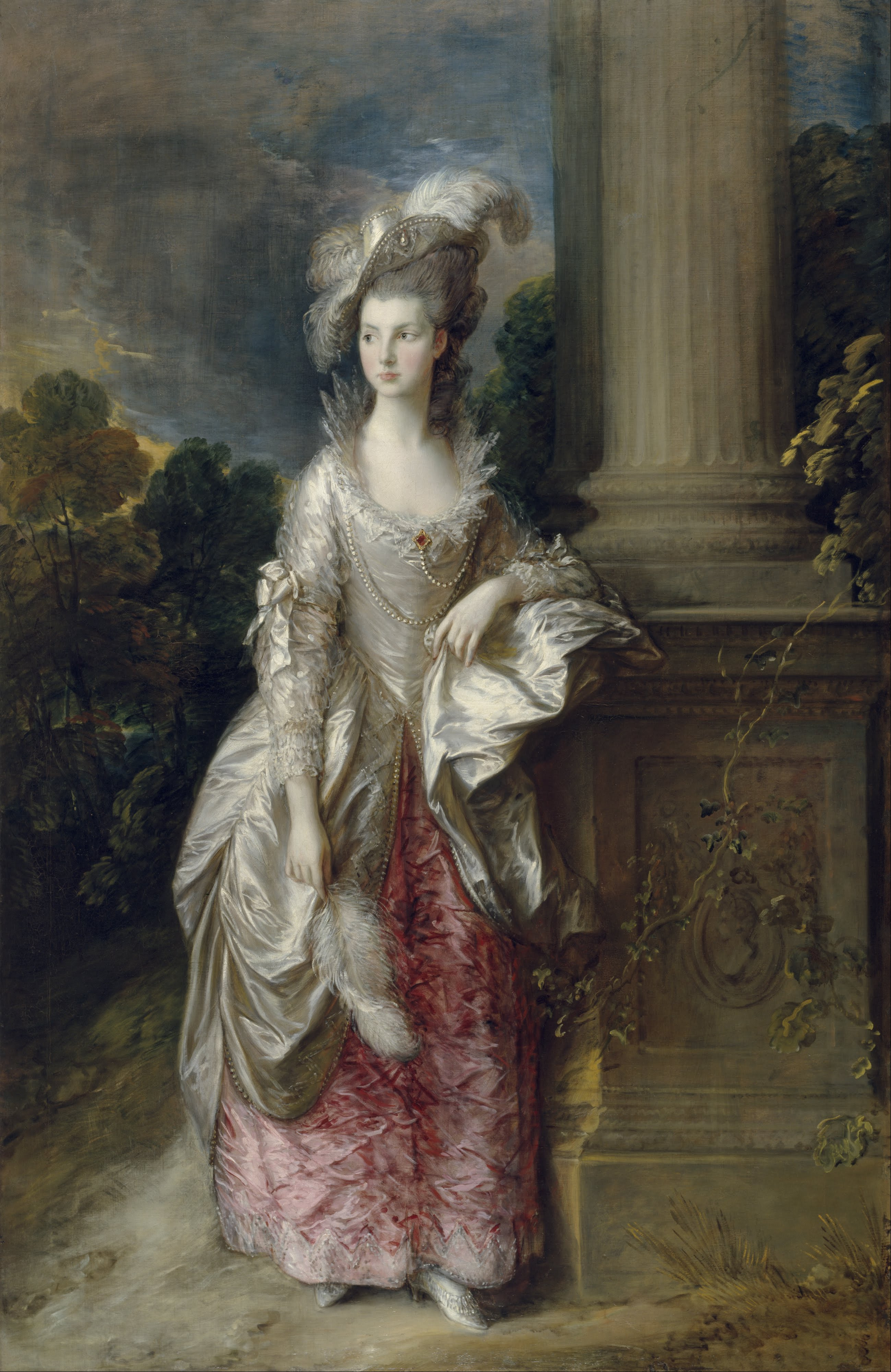
Portrait de Mrs Graham de Thomas Gainsborough.

Cette page concerne l'année 1775 en arts plastiques.

## Œuvres
- Première série de Cartons pour tapisserie de Francisco de Goya :
- Perros y útiles de caza
- Caza con reclamo
- La Caza de la codorniz
- El Pescador de caña
- Cazador cargando su escopeta
- El Cazador con sus perros
- La Caza del jabalí
- Caza muerta
- Muchachos cazando con mochuelo.

## Naissances
- 3 février : Louis-François Lejeune, peintre et militaire français († 29 février 1848),
- 23 mars : Gottfried Wilhelm Völcker, peintre allemand († 1er novembre 1849),
- 23 avril : Joseph Mallord William Turner, peintre, aquarelliste et graveur britannique († 19 décembre 1851),
- 1er mai : Angélique Mongez, peintre néoclassique française († 20 février 1855),
- 25 mai : Pelagio Palagi, peintre italien († 6 mars 1860),
- 7 août : Henriette Lorimier, portraitiste française († 1er avril 1854),
- 23 septembre : Elisabeth von Adlerflycht, peintre allemande († 15 mars 1846),
- 31 octobre : Antonín Machek, peintre autrichien († 18 novembre 1844),
- 17 décembre : François Marius Granet, peintre et dessinateur néoclassique français († 21 novembre 1849),
- ? :
  - Giovanni Carlo Bevilacqua, peintre italien († 28 août 1849),
  - Amelia Curran, peintre irlandaise († 1847),
  - Anette Hasselgren, peintre suédoise († 11 avril 1841),
  - Andreï Ivanov, peintre russe († 24 juillet 1848),
  - William Pengree Sherlock, graveur, dessinateur et peintre britannique († 1825),
  - Jean Vignaud: peintre d’histoire et portraitiste français († 10 novembre 1826),
  - Pierre-François de Wailly, peintre français († 27 décembre 1852).

## Décès
- 29 août : Ludovico Mazzanti, peintre italien (° 5 décembre 1686),
- 24 septembre : Emanuel Büchel, boulanger, dessinateur, topographe et aquarelliste suisse (° 18 août 1705),
- 21 octobre : François-Hubert Drouais, peintre français (° 14 décembre 1727),
- 29 novembre : Lorenzo Somis, peintre, violoniste et compositeur italien de l'ère baroque (° 11 novembre 1688),
- ? : Enrico Albricci, peintre baroque (voire rococo) italien (° 1714),
- Vers 1775 :
- Sebastiano Lo Monaco, peintre italien (° vers 1730).